# Watch Dogs: Legion
Watch Dogs: Legion är ett tredjepersonsskjutare-spel som utvecklats av Ubisoft Toronto och Ubisoft Montreal. Spelet är en del av Watch Dogs-serien och är det tredje spelet i serien. Spelet hade planerats att släppas den 6 mars 2020 men på grund av kritiken mot spelet Ghost Recon: Breakpoint så har Ubisoft valt att ge utvecklarna mer tid att utveckla sina pågående projekt. Andra spel som drabbas är Gods and Monsters och Rainbow Six Quarantine. Ubisoft har även meddelat att spelet kommer vara "cross-gen" vilket innebär att spelet släpps till 2 generationer av tv-spelkonsoler och att det därmed kommer släppas på PS4, Xbox One, PS5 samt Xbox Series X utöver Microsoft Windows och Google Stadia. Watch Dogs: Legion det tredje spelet i serien kommer bli tillgängligt den 29 oktober 2020. 

## Handling
Watch Dogs: Legion utspelas i London. I Watch Dogs: Legion finns det ingen bestämd huvudperson som spelaren får spela som utan istället kommer spelaren själv få välja vilka personer som skall vara med i dennes team som återigen är DedSec. Målet är att ta tillbaka London i en alternativ framtid efter Brexit där staden lider av korruption, organiserad brottslighet och okontrollerad övervakning. Varje enskild person i spelet kommer att gå att rekrytera till sitt team för att återta och befria London igen och alla dessa personer har minst ett uppdrag som man måste lösa för att få med dem i sitt team. Beroende på vilka personer man rekryterar så ändras också mellansekvenserna i spelet vilket gör att nästan alla spelares upplevelser kommer att bli unika. För att dessutom göra detta mer intressant och mer avancerat så kommer det även att förekomma så kallad "permadeath" d.v.s. att om en av de karaktärer eller personer man har rekryterat i spelet skulle dö under ett uppdrag eller liknande så kommer karaktären att vara död permanent och inte gå att få tillbaka. Detta leder till att spelaren måste rekrytera nya medlemmar i sitt team. Varje person i spelet kommer vara unik med olika färdigheter och egenskaper. Däribland ingår också egenskapen "May die randomly" vilket innebär att karaktären när som helst kan dö och därmed vara borta för alltid. Det finns dock en gräns på antalet rekryterade personer man kan ha i sitt DedSec-team samtidigt. Man kan max ha 20 personer samtidigt men man kommer nästan definitivt att förlora karaktärer.